# Villa Bossi (Gallarate)
Villa Bossi è una storica residenza liberty di Gallarate in Lombardia.

## Storia
La villa venne eretta nell'anno 1900 secondo il progetto dell'architetto Carlo Moroni per l'imprenditore edile Giovanni Bossi. Il villino diviene un modello di riferimento per alcuni progetti edilizi successivi.

## Descrizione
La villa, sviluppata su tre livelli più un piano rialzato, sorge in un lotto d'angolo. La pianta è animata da parti aggettanti sia nella facciata sud che in quella nord, nelle quali si aprono inoltre rispettivamente l'ingresso principale e quello di servizio. Il corpo centrale, alto due piani, è vivacizzato nel prospetto sud dalla presenza di una torretta angolare alta tre piani e caratterizzata da bifore al primo e al secondo piano e da un'apertura tripartita con capitelli elaborati all'ultimo livello.
Le facciate sono decorate da fasce di mattoni a vista al piano rialzato e all'ultimo piano della torretta. Ad esse si sommano una fascia marcapiano tra il piano rialzato e il secondo livello e una fascia decorativa nel sottogronda.
L’ingresso alla villa è preceduto da un vestibolo a tre fornici ad arco ribassato, soluzione ripresa anche al piano superiore. Le finestre presentano vetri colorati e ferri battuti con motivi floreali.